# La Fille sur le balai
Pour plus de détails, voir Fiche technique et Distribution.
La Fille sur le balai (Dívka na koštěti) est un film tchécoslovaque sorti en 1972 et réalisé par Václav Vorlíček.

## Fiche technique
Sauf indication contraire, les informations mentionnées dans cette section peuvent être confirmées par la base de données cinématographiques IMDb,  présente dans la section « Liens externes ».
- Titre français : La Fille sur le balai[1]
- Titre original : Dívka na koštěti[2],[3]
- Titre québécois : Saxane à l'école des sorcières[4] ou La Sorcière magique[réf. nécessaire]
- Réalisateur : Václav Vorlíček
- Scénario : Miloš Macourek (cs), Václav Vorlíček, Hermína Franková (cs)
- Photographie : Vladimír Novotný (cs)
- Montage : Miroslav Hájek
- Musique : Angelo Michajlov (cs)
- Société de production : Filmové studio Barrandov
- Pays de production :  Tchécoslovaquie
- Langue de tournage : tchèque
- Format : Couleur
- Genre : Conte, comédie
- Durée : 76 minutes (1h16)
- Dates de sortie :	
  - Italie : juillet 1972 (Trieste Science+Fiction Festival (it)) ; juin 1982 (en salles)
  - Tchécoslovaquie : 8 septembre 1972
  - Allemagne de l'Est : 16 mars 1973[5]
- Classification :
  - Allemagne de l'Est : Tous publics[5]

## Distribution
- Petra Černocká (cs) : Saxana
- Jan Hrušínský (cs) : Honza Bláha
- Vladimír Menšík : Le concierge
- Jana Drbohlavová (cs) : Mme Pešková
- Stella Zázvorková : Mme Vondrácková
- Míla Myslíková : Mme Bláhová
- Josef Bláha (cs) : Le directeur de l'école de magie
- Jiří Lír (cs) : Le professeur de botanique
- Jaromír Spal : Jindřich Bláha
- František Filipovský : Papa Rousek
- Zdeněk Dítě (cs) : Le directeur de l'école
- Milan Neděla (cs) : L'aubergiste
- Jan Kraus (cs) : Miky Rousek
- Vlastimil Zavřel (cs) : Bohouš Adámek
- Michal Hejný (cs) : Čenda Bujnoch